# Бой у острова Уэссан
Бой у острова Уэссан (англ. Battle of Ushant, фр. Bataille d'Ouessant) — морское сражение между английским флотом под командованием адмирала Огастеса Кеппеля и французским флотом под командованием графа Гиллуэ д’Орвилье, состоявшееся 27 июля 1778 года у острова Уэссан в начале англо-французской войны 1778—1783 годов, связанной с войной за независимость США. Результат боя послужил причиной раздоров как в Королевском флоте, так и во всем британском обществе.

## Предыстория

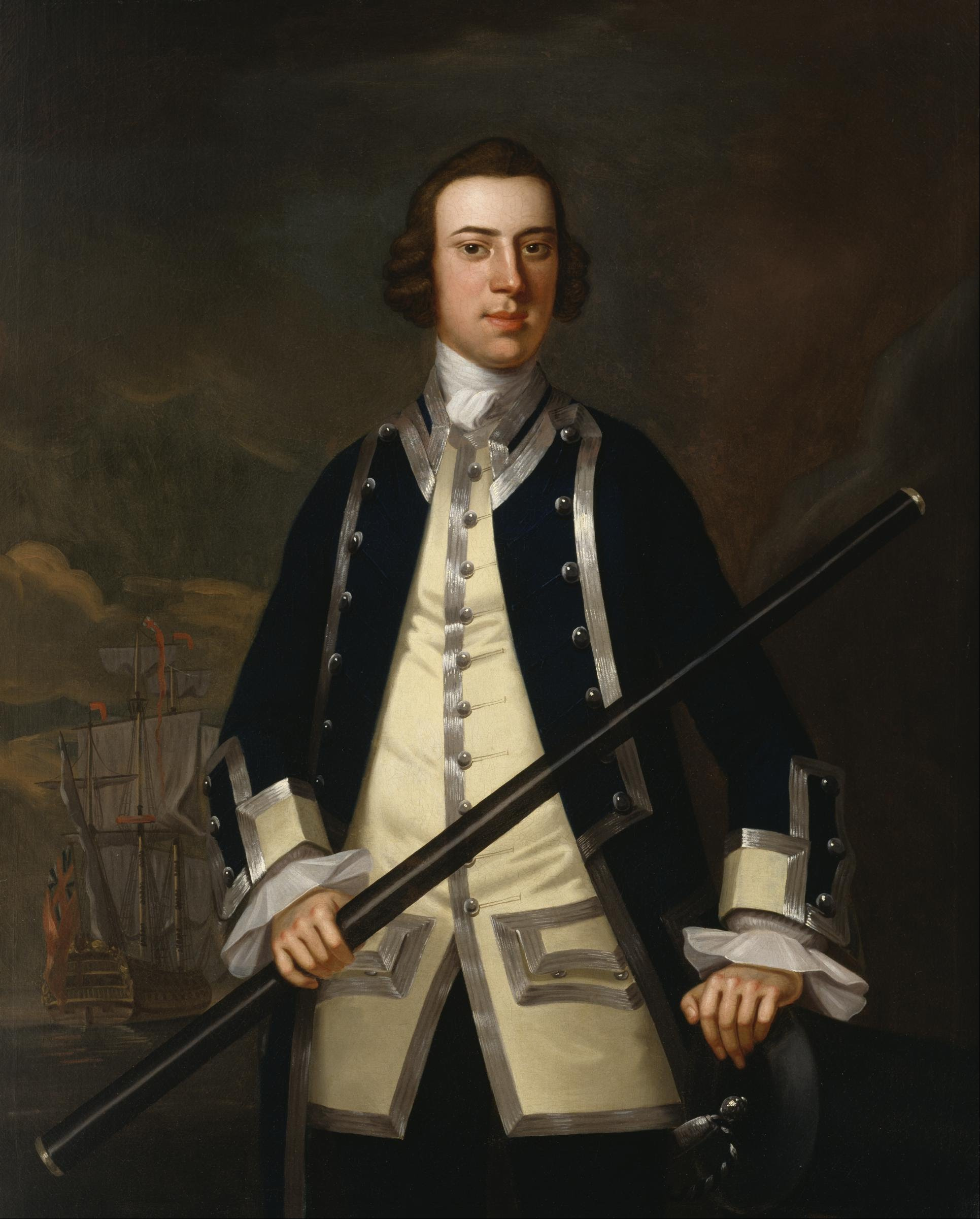
портрет Огастес Кеппель

В начале войны за независимость США, Королевский флот жил представлениями предыдущей войны, Семилетней, в которой одерживал относительно легкие победы. За прошедшие 19 лет, однако, оба противника изменились. Французский флот был переоснащен, реорганизован и подготовлен лучше чем когда-либо. Британский же был расколот, как и все общество, политическими пристрастиями и глубинными разногласиями, прежде всего о том, как поступать с мятежными колониями. Кроме того, он страдал от коррупции и некомпетентного руководства. В Адмиралтействе и также в военно-морском министерстве, как и во всем правительстве, большинство составляли политические назначенцы.
Сражения у острова Уэссан был первым большим столкновением войны, и уже предварительная стычка фрегатов в Канале, 17 июня 1778 года показала, что противники совсем не те. Кеппель послал HMS Arethusa остановить Belle Poule, слишком пристально следившую за его флотом. Но та и не думала сдаваться. Британская и французская версия боя расходятся, но несомненно, что французский фрегат давал отпор британскому, пока не появился весь британский флот. После этого Belle Poule прервала бой и бежала.

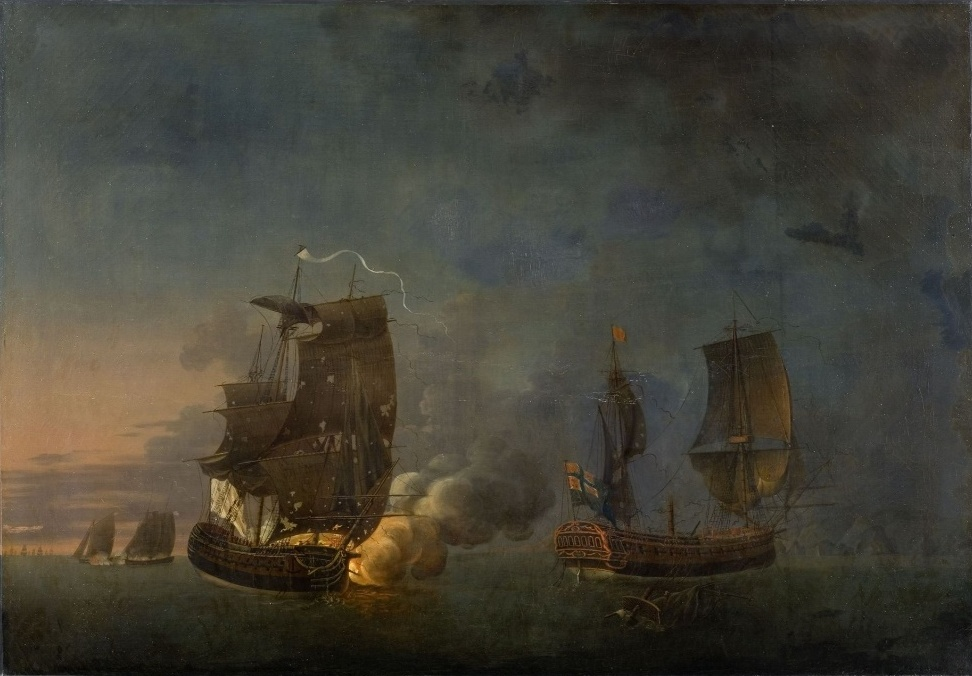
Belle Poule против HMS Arethusa 17 июня 1778

Французский адмирал имел приказ крейсировать в Канале определённый срок, но принимать бой только имея явное превосходство. Британский таким ограничением связан не был, его задачей было устранить потенциальную угрозу от флота противника.  Пока существовала французская армия и боеспособный флот, сохранялась потенциально и опасность вторжения. Хотя по имеющимся данным французы не имели подобного намерения, игнорировать его в Лондоне не могли. Ближайшие планы французов, однако, не шли так далеко. Они рассчитывали обогнать британцев в темпах мобилизации флота, и использовать это краткое превосходство для победы в самом начале войны. Так, в марте 1778 года государственный министр Морепа хвастался:

«Все прошлые войны на море… мы начинали со слишком слабыми силами. И потеря одной-двух эскадр совершенно разваливала нас. На этот раз такого не будет».

Это было фатальное заблуждение. В июне Кеппель вышел в море всего с 20 линейными кораблями, но ко времени встречи с д’Орвилье имел уже 30, а в сентябре 33. Возможность быстро закончить войну французы упустили.
Вернувшись в Спитхед после дуэли Belle Poule против Arethusa, Кеппель с 30 линейными кораблями снова покинул рейд 9 июля 1778. Д’Орвилье вышел из Бреста днем раньше с 32 кораблями, из которых три были слишком слабы для линейного боя. Таким образом его линия составила 29 линейных кораблей при 2098 пушках, против 30 английских при 2278 пушках — примерно равные силы.

## Сражение

### Накануне сражения

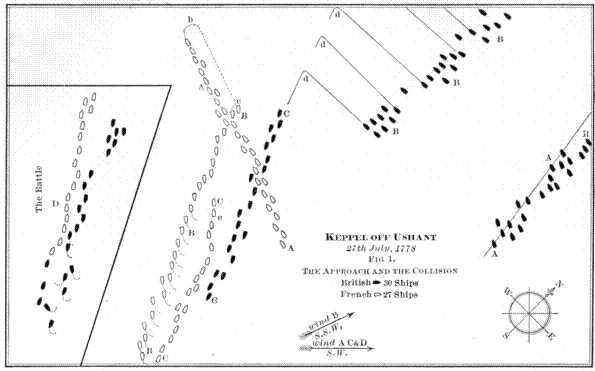
1. Манёвры 5:30 — 11:00

Во второй половине дня 23 июля, в сотне миль к западу от о. Уэссан, противники обнаружили друг друга. Французы были с подветра. К закату они шли курсом SW, при ветре от WNW, и находились на NE от противника. Тот, в свою очередь, привел к ветру, держась на N. Британцы держались так всю ночь, почти без хода. Поэтому заход ветра дал д’Орвилье возможность улучшить позицию, и к утру он оказался с NW от противника.
Пока это устраивало обоих адмиралов: Кеппель отрезал противнику отход в Брест, а д’Орвилье смог выбраться ему на ветер, обеспечив себе (в теории) преимущество. Однако два его корабля, 80-пушечный Duc de Bourgogne и ещё один 74-пушечный, остались с подветра, как от собственных сил, так и британцев. Кеппель послал за ними погоню и решил, что по существу выбил их из французского флота. Но с этого дня и по 27 июля все его попытки отыграть ветер кончались ничем: д’Орвилье был начеку. Кеппель стремился сблизиться и навязать бой, д’Орвилье использовал наветренное положение и боя не принимал.

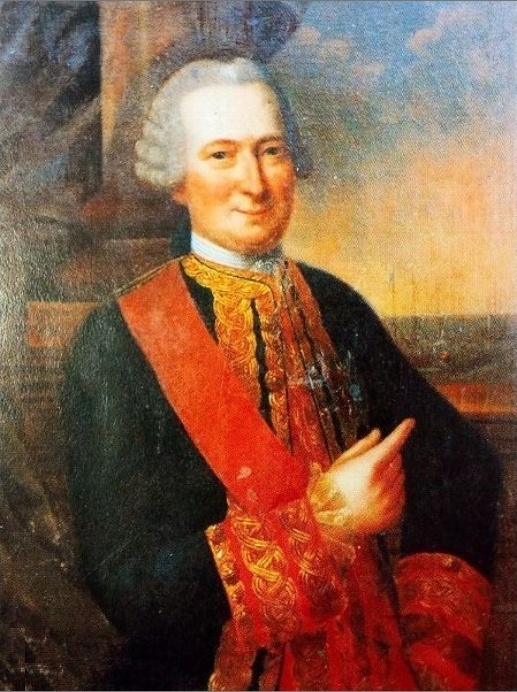
Гиллуэ д’Орвилье

Утром 27 июля 1778 при ветре от SW, флота находились в 6—10 милях друг от друга. Оба шли левым галсом на NW. Оба были в некотором беспорядке, но французы держали колонну, а англичане строй пеленга влево. Таким образом последние могли, после поворота оверштаг, немедленно составить линию баталии круто к ветру. Рассудив, что методически строить линию невыгодно, Кеппель поднял сигнал «общая погоня», снова стремясь сблизиться. Его корабли, каждый самостоятельно, сделали поворот на противника, после чего дивизион Хью Паллисера (англ. Hugh Palliser, флагман HMS Formidable, 90) стал правым крылом, дальше всего от противника; Кеппель с HMS Victory (100) был в центре, а Харланд (англ. sir Robert Harland, флагман HMS Queen, 90) на левом фланге. В 5:30 утра семи лучшим ходокам из дивизиона Паллисера сигналом было приказано преследовать противника на ветер (1., поз. A).
В 9 утра французский адмирал скомандовал своему флоту поворот фордевинд последовательно, что несколько приближало его к англичанам и на время сдваивало линию. Но преимущество положения должно было сохраниться. Однако заход ветра на два румба, с SW на SSW, замедлил манёвр и увеличил дрейф французов. Их порядок ещё больше расстроился. Привестись головным кораблям, уже сделавшим поворот, мешали свои же концевые, идущие встречным курсом. Только пройдя последний корабль в линии (1., поз. B), они могли взять круче, чтобы удерживать британцев на расстоянии.
Те, разумеется, воспользовались моментом, чтобы расстояние сократить. В 10:15 Кеппель, все ещё идя контркурсом и почти в кильватере противника, просигналил поворот оверштаг «все вдруг», который привел его в неровную колонну на правом галсе, в хвосте французов. В этот момент нашел шквал с дождем, закрыв флота друг от друга. Со шквалом ветер отошел обратно к SW, снова благоприятствуя британцами.

### Ход сражения

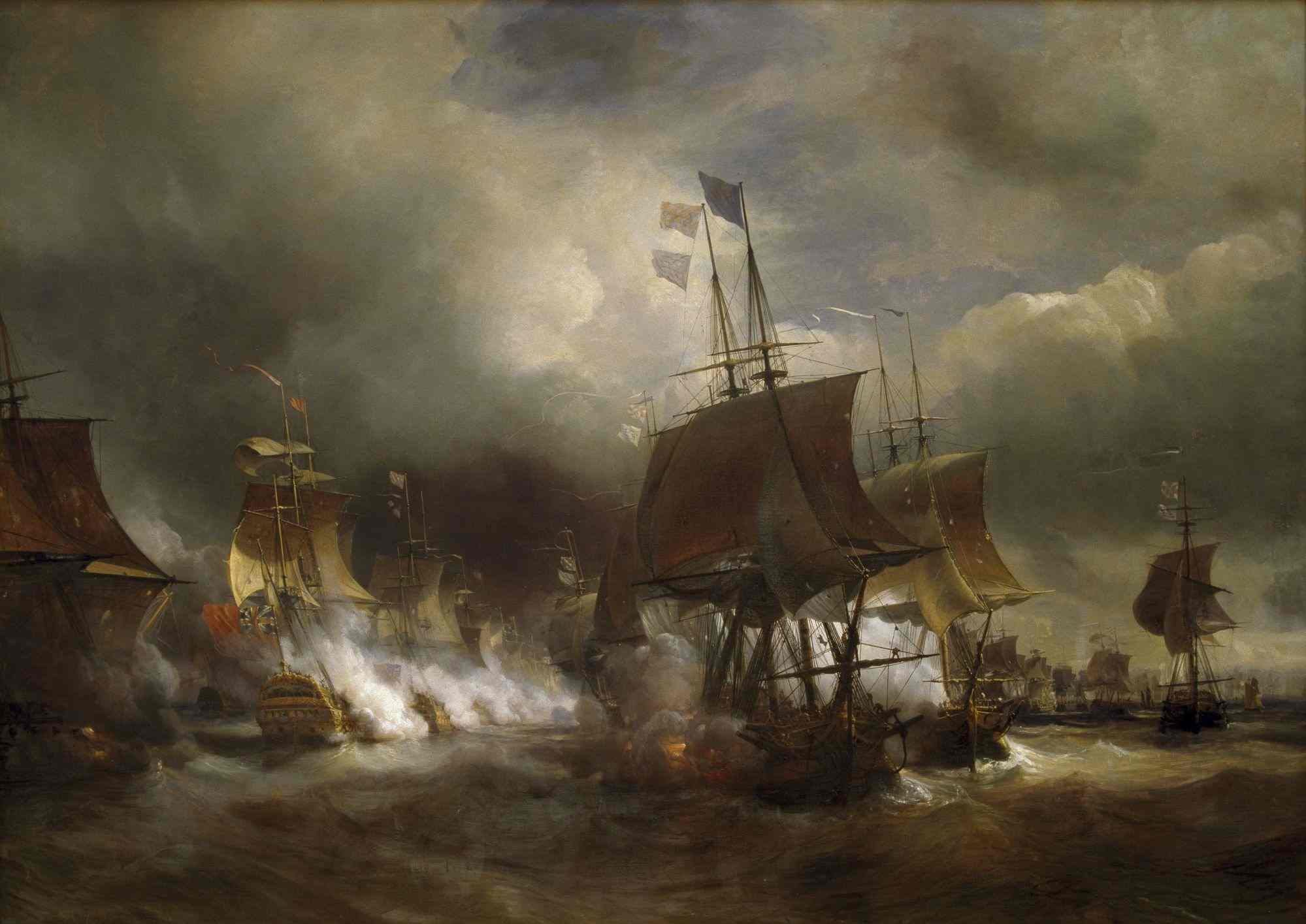
Бой у острова Уэссан, 27 июня 1778 года. Жан Гюден

Когда около 11:00 противники снова увидели друг друга, д’Орвилье уже выполнял новый поворот «все вдруг» на обратный курс. Понимая, что ветер позволяет Кеппелю догнать концевые корабли и завязать бой по желанию, он решил действовать активно, так как избегать боя дальше не мог.
Кеппель не поднимал сигнала строить линию, правильно оценив, что ближайшей задачей остается вынудить к бою уклоняющегося противника. К тому же 7 кораблей арьергарда после утреннего сигнала выдвинулись на ветер, и теперь почти весь его флот мог вступить в бой, пусть и в некотором беспорядке (1., поз. C). Начало боя было так внезапно, что корабли даже не успели поднять боевые флаги. По свидетельствам британских капитанов, строй был настолько неровным, что флагман Паллисера, Formidable, почти все время выносил крюйс-марсель на ветер, чтобы не наскочить на впереди идущий Egmont. При этом Ocean, которому еле хватало места стрелять в интервал между ними, держался левее и с подветра, но и тогда рисковал навалиться на Egmont, или попасть в одного из них. Был момент, когда Formidable привелся, избегая столкновения, и оказался ещё ближе к противнику.
Проходя контркурсом вдоль строя противника, под зарифленными парусами, оба флота старались нанести как можно больше урона. Как обычно бывает на таких курсах, стрельба происходила неорганизованно, каждый корабль сам выбирал момент залпа. Британцы стреляли в основном в корпус, французы старались поразить такелаж и рангоут. Британцы шли остро в бейдевинд, французы на четыре румба свободнее. Их передовые корабли могли бы привестись и разорвать дистанцию, но исполняя свой долг, поддерживали остальных. В общем же, согласно приказу д’Орвилье, они строили линию круче, что постепенно уводило их дальше от британских пушек. Это была неподготовленная стычка на большой дистанции, но все же лучше, чем ничего. Против обычного, больше всех пострадал британский арьергард — его потери почти равняются потерям двух других дивизионов, — в основном он был ближе к противнику.

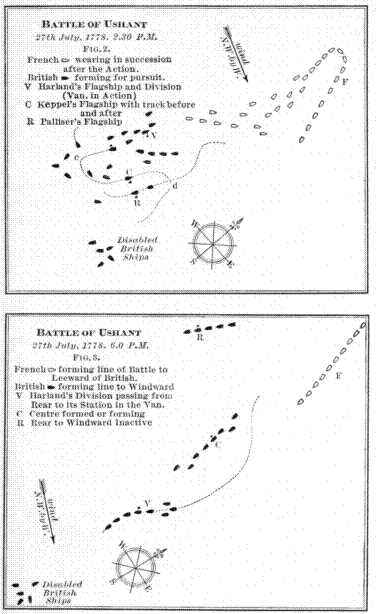
2-3. Позиции в 2:30 и 6:00 пополудни

Как только 10 кораблей авангарда разошлись с французами Харланд, предвидя сигнал адмирала, приказал им поворачивать и следовать за противником (2., поз. V). Около 1 часа пополудни, когда Victory вышла из зоны обстрела, такой же сигнал получил и центр — Кеппель скомандовал поворот фордевинд: посеченный такелаж не позволял ворочать на ветер. Но поэтому же манёвр требовал осторожности. Только к 2 часам Victory легла на новый галс, вслед французам (2., поз. C). Остальные поворачивали кто как мог. Formidable Паллисера в это время проходил навстречу флагману с подветра (2., поз. R). Четыре-пять кораблей, неуправляемых из-за повреждений такелажа остались правее и с подветра. Примерно тогда был спущен сигнал «вступить в бой» и поднят «выстроить линию баталии».
В свою очередь д’Орвилье, видя беспорядок, в который после всех манёвров пришли британцы, решил использовать момент. Его флот шел довольно стройной колонной, и в 1 час пополудни он скомандовал поворот последовательно, с намерением пройти британцев с подветра. При этом французы могли ввести в бой все пушки наветренного, то есть высокого борта. На другом борту нижние порты приходилось держать закрытыми. Но головной корабль не увидел сигнала, и только де Шартр, четвёртый от начала, отрепетовал и начал поворот (2., поз. F). Проходя мимо флагмана он голосом уточнил его намерение. Но из-за ошибки головного корабля удобный момент был упущен.
Только в 2:30 манёвр стал очевиден для англичан. Кеппель с Victory немедленно снова повернул фордевинд и начал спускаться под ветер к неуправляемым кораблям (2., поз. d), по-прежнему держа сигнал строить линию. Вероятно, он намеревался спасти их от грозящего уничтожения. Харланд со своим дивизионом повернул сразу же и нацелился под корму Victory. К 4 часам он выстроил линию. Корабли же Паллисера, устраняя повреждения, занимали места впереди и позади Formidable. Позже их капитаны заявляли, что считали уравнителем корабль вице-адмирала, а не главнокомандующего. Таким образом, с наветра в 1-2 милях по корме флагмана составилась вторая линия из пяти кораблей (3., поз. R). В 5 часов Кеппель с фрегатом послал им приказ скорее присоединяться. Но французы, уже завершившие свой манёвр, не атаковали, хотя и могли.
Харланду с его дивизионом было приказано занять место в авангарде, что он и выполнил (3., поз. V). Паллисер не приближался. К 7:00 вечера Кеппель наконец стал поднимать индивидуальные сигналы его кораблям, с приказом покинуть Formidable и вступить в линию. Все подчинились, но к этому времени почти стемнело. Кеппель счел, что возобновлять бой слишком поздно. На следующее утро в виду британцев осталось только 3 французских корабля. От дальнейшего боя французы уклонились.

## Последствия

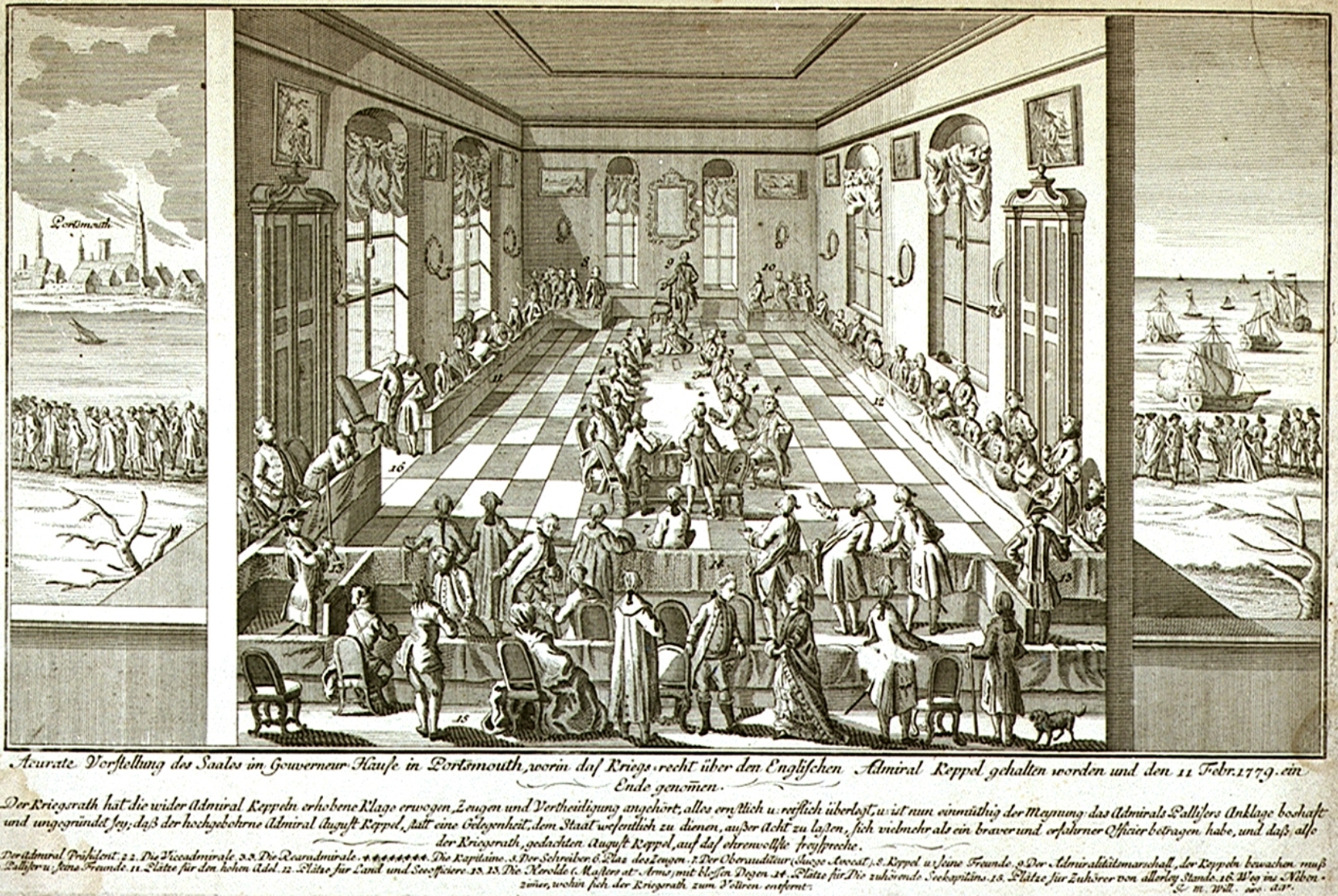
Суд над Кеппелем, 11 февраля 1779

Собственно боевое столкновение оказалось в лучшем случае стычкой «в одно касание». Французы понесли больше потерь в людях, от попаданий в корпус. Англичане наоборот имели больше повреждений, в основном от стрельбы французов по рангоуту. Во многом это был равный бой. Обе стороны заявили, что одержали верх. Мэхэн пишет, что покинув район боя, французы потеряли право заявлять победу, но последствия для англичан далеко превзошли прямой военный урон.
Позже бои с неопределенным исходом стали привычны, но тогда ни британский флот, ни публика не ожидали подобного. То, что Кеппель не достиг решительной победы, воспринималось как провал. Результатом стал крупный политический скандал и серьёзный ущерб офицерскому корпусу, возникший из-за внутреннего раздора. Центром его стала вражда между Кеппелем и Паллисером. Стоит напомнить, что Кеппель, будучи убежденным вигом, подозревал правящий кабинет тори и Первого лорда Сэндвича в интригах, и не без оснований. Кеппель в начале войны отказался принять любое назначение, которое могло повлечь для него пролитие американской крови, и понимал, что такого не забывают. С этой точки зрения назначение к нему заместителем недавно произведенного в вице-адмиралы Паллисера, убежденного тори и бывшего контроллера флота, он рассматривал как диверсию.
Мало того, флот был не в лучшем состоянии, и бывший член Военно-морского комитета Паллисер был среди ответственных за это. То, что межпартийная борьба и политика любого направления вредна такой сложной организации как флот, Кеппель упускал из виду. Также он не видел своей вины в следовании боевым инструкциям, хотя отход от шаблона, то есть отказ от построения линии, позволял ему сковать французов повторным боем. Зато в промедлении вице-адмиральского дивизиона с возвратом в линию он усмотрел предательство себя лично. Несомненно, два адмирала были очень разными людьми. Последующие события показали, что они испытывали ещё и политические антипатии.
Подстрекаемый парламентской оппозицией, Кеппель начал нападки на Паллисера в прессе. Когда тот ответил той же монетой, Кеппель потребовал военно-полевого суда над собой, и был с триумфом оправдан. Но нового назначения до конца войны уже не получил, как и многие другие компетентные офицеры. В том числе, по прямому вмешательству кабинета, он не стал лордом Адмиралтейства. 18 марта 1779 года ему было приказано спустить адмиральский флаг. Равным образом, политические нападки братьев Хоув остановили их дальнейшие назначения до падения кабинета Норта.
После Кеппеля суда потребовал Паллисер, и также был оправдан. Но скандал разгорался, и был момент, когда Паллисер с трудом избежал разъяренной толпы. Газеты, намекая на пьесу Шекспира, прозвали враждующие фракции «Монтекки» (по созвучию с Монтегю, фамилией лорда Сэндвича) и «Капулеты» (по созвучию с «Кеппелитами»).
В итоге бой был симптоматичен для состояния британского флота, общества и самого хода войны. В момент, когда от страны требовалась наибольшая собранность, её силы были разрознены и ослаблены изнутри. Отсюда и результаты: у острова Уэссан британцы упустили победу, а в конце войны лишились сильных энергичных колоний, что совершенно изменило дальнейший ход истории.

## Силы сторон
| Великобритания        | Великобритания                                  | Великобритания                          | Франция                      | Франция                        | Франция                                                |
| Синяя эскадра         | Синяя эскадра                                   | Синяя эскадра                           | Синяя и белая эскадра        | Синяя и белая эскадра          | Синяя и белая эскадра                                  |
| Корабль (пушек)       | Капитан                                         | Примечание                              | Корабль (пушек)              | Капитан                        | Примечание                                             |
| --------------------- | ----------------------------------------------- | --------------------------------------- | ---------------------------- | ------------------------------ | ------------------------------------------------------ |
| Monarch, (74)         | Джошуа Роули                                    |                                         | Dauphin-Royal, (70)          | de Nieuil                      |                                                        |
| Hector, (74)          | сэр Джон Гамильтон                              |                                         | Amphion, (50)                | de Trobriand                   |                                                        |
| Centaur, (74)         | Филипп Косби                                    |                                         | Eveillé, (64)                | de Bot-Deru                    |                                                        |
| Exeter, (64)          | Джон Нил Нотт                                   |                                         | 1-й дивизион Bienaimé, (74)  | d’Aubenton                     | Построен в Лориане (1765) для Ост-Индской компании     |
| Duke, (90)            | Уильям Бреретон                                 |                                         | Couronne, (80)               | барон de Kermadec              | Младший флагман (дю Шаффо, фр. du Chaffault)           |
| Queen, (90)           | Исаак Прескотт                                  | Младший флагман (контр-адмирал Харланд) | Palmier, (74)                | de Réals                       |                                                        |
| Schrewsbury, (74)     | сэр Джон Локхарт                                |                                         | 3-й дивизион Vengeur, (64)   | d’Amblimont                    |                                                        |
| Cumberland, (74)      | Джозеф Пейтон                                   |                                         | Glorieux, (74)               | de Beauones                    | chef d’escadre                                         |
| Berwick, (74)         | Кит Стюарт                                      |                                         | L’Indien, (64)               | de la Grandière                | Ост-индский корабль, передан короне в 1770             |
| Stirling Castle, (64) | сэр Чарльз Дуглас                               |                                         | Junon, (32)                  |                                | фрегат                                                 |
| Белая эскадра         | Белая эскадра                                   |                                         |                              |                                |                                                        |
| Courageux, (74)       | лорд Малгрейв                                   |                                         | 3-й дивизион Artésien, (64)  | des Touches                    |                                                        |
| Thunderer, (74)       | Роберт Бойль Вальсингхэм                        |                                         | Orient, (74)                 | Hector                         | chef d’escadre                                         |
| Sandwich, (90)        | Ричард Эдвардс                                  |                                         | L’Actionnaire, (64)          | de Proissi                     | Ост-Индский корабль, передан короне в 1770             |
| Valiant, (74)         | Джон Левесон Гауэр                              |                                         | 1-й дивизион Fendant, (74)   | де Водрёй                      |                                                        |
| Bienfaisant, (64)     | Джон Макбрайд                                   |                                         | Bretagne, (110)              | Duplessis Parseault            | Флагман (адмирал граф д’Орвилье, фр. D’Orvilliers)     |
| Victory, (100)        | контр-адмирал Джон Кэмпбелл Джонатан Фаулькноль | Флагман (адмирал Кеппель)               | Magnifique, (74)             | de Brach                       |                                                        |
| Foudroyant, (80)      | Джон Джервис                                    |                                         | 2-й дивизион Actif, (74)     | Thomas d’Orves                 |                                                        |
| Prince George, (90)   | Джон Линдсей                                    |                                         | Ville de Paris, (100)        | граф де Гишен                  | chef d’escadre                                         |
| Vigilant, (64)        | Роберт Кингсмилл                                |                                         | Réfléchi, (64)               | Cillart de Suville             |                                                        |
| Terrible, (74)        | сэр Ричард Бикертон                             |                                         |                              |                                |                                                        |
| Vengeance, (74)       | Майкл Клементс                                  |                                         |                              |                                |                                                        |
| Красная эскадра       | Синяя эскадра                                   |                                         |                              |                                |                                                        |
| Worcester, (64)       | Марк Робинсон                                   |                                         | 2-й дивизион Roland, (64)    | de l’Archantel                 |                                                        |
| America, (64)         | Лорд Лонгфорд                                   |                                         | Robuste, (74)                | de Grasse-Tilli                | chef d’escadre                                         |
| Egmont, (74)          | Джон Картер Алли                                |                                         | Sphinx, (64)                 | de Soulanges                   |                                                        |
| Ocean, (90)           | Джон Лафори                                     |                                         | 1-й дивизион Intrépide, (74) | de Beaumier                    |                                                        |
| Formidable, (90)      | Джон Базель                                     | Младший флагман (вице-адмирал Паллисер) | Saint-Esprit, (80)           | La Motte-Picquet; de Monperoux | Младший флагман (герцог де Шартр, фр. Duc de Chartres) |
| Elisabeth, (74)       | Фредерик Льюис Мейтленд                         |                                         | Zodiaque, (74)               | de la Porte-Vezins             |                                                        |
| Defiance, (64)        | Сэмюэл Крэнстон Гудолл                          |                                         | 3-й дивизион Diadème, (74)   | de la Cardonnie                |                                                        |
| Robust, (74)          | Александр Худ                                   |                                         | Conquérant, (74)             | de Monteil                     | chef d’escadre                                         |
| Ramillies, (74)       | Роберт Дигби                                    |                                         | Solitaire, (64)              | de Bricqueville                |                                                        |
|                       |                                                 |                                         | Fier, (64)                   | de Turpin                      |                                                        |
| Вне линии             |                                                 |                                         |                              |                                |                                                        |
| Arethuse (32)         | Сэмюэл Маршалл                                  | фрегат                                  | Andromaque, (32)             |                                | фрегат                                                 |
| Proserpine (28)       | Эвелин Саттон                                   | фрегат                                  | Sensible, (32)               |                                | фрегат                                                 |
| Milford (28)          | сэр Уильям Бернаби                              | фрегат                                  | Nymphe, (32)                 |                                | фрегат                                                 |
| Fox (28)              | Томас Виндзор                                   | фрегат                                  | Surveillante, (16)           |                                | корвет                                                 |
| Andromede (28)        | Генри Брюне                                     | фрегат                                  | Sincère (32)                 | de la Clocheterie              | фрегат                                                 |
| Lively (20)           | Роберт Бриггс                                   | шлюп                                    | Iphigénie (32)               | Guy de Kersaint                | фрегат                                                 |
| Pluto (8)             | коммандер Джеймс Брадби                         | брандер                                 | Curieuse, (10)               |                                | корвет                                                 |
| Vulcan, (8)           | коммандер Лиоб                                  | брандер                                 | Favorite, (10)               |                                | корвет                                                 |
| Alert, (12)           | коммандер Уильям Джордж Фарфак                  | куттер                                  | Hirondelle, (16)             |                                | корвет                                                 |
|                       |                                                 |                                         | Serin, (14)                  | де Лаперуз                     | корвет                                                 |
|                       |                                                 |                                         | Lunette, (4)                 |                                | люггер                                                 |
|                       |                                                 |                                         | Perle, (16)                  |                                | корвет                                                 |
|                       |                                                 |                                         | Ecureil, (14)                |                                | корвет                                                 |